# Frances Stebbins Allenová
Frances Stebbins „Fanny” Allenová (nepřechýleně Frances Stebbins Allen; 10. srpna 1854 Deerfield – 14. února 1941) byla americká fotografka. Pracovala po boku své sestry jako fotografka od roku 1885 do roku 1920 zachycující život a krajinu Old Deerfield, mimo jiné fotografovala subjekty a placené zakázky.
Její práce byla zásadní pro hnutí Deerfield Arts and Crafts (Hnutí uměleckých řemesel), které vzniklo koncem 19. století. Zachycovala život a dílo umělců a řemeslníků, rozsáhle psala o pokroku hnutí a ilustrovala jejich práci fotografiemi v článcích v časopisech.

## Životopis
Frances byla jedním ze čtyř dětí narozených v Deerfieldu v Massachusetts, Josiahu Allenovi, prosperujícímu farmáři, a jeho manželce Mary, rozené Stebbinsové.
Spolu se svou sestrou Mary, začala studovat na Deerfield Academy, kde měla poprvé příležitost se společensky, intelektuálně a umělecky vzdělávat. V roce 1874 se sestry zapojily do dvouletého programu na učitelské škole State Normal School, později známé jako Westfield State University, ve Westfieldu v Massachusetts. Po dokončení programu v roce 1876 začaly vyučovat, ale nakonec musely skončit v roce 1886 kvůli značné ztrátě sluchu. Příčina této slabosti není známa, ale předpokládá se, že šlo o dědičný problém. Ani jedna ze sester neměla žádné větší problémy, dokud jim nebylo okolo třiceti let. Jejich sluch byl vyšetřen v Massachusettské oční a ušní nemocnici v roce 1893. Zatímco Francesina nemoc byla prohlášena za nevyléčitelnou, Mary podstoupila neúspěšnou operaci ucha.
Hluchota obě sestry přivedla k fotografování. V roce 1895 trvale vystavovaly a prodávaly své tisky z rodného domu. Mnohá z jejich děl nebyla nikdy připisována jedné nebo druhé sestře, ale „slečnám Allenovým“. Mnoho z jejich idylických obrazů se vrací k idealizované verzi koloniální historie regionu. V roce 1899 se sestry Allenovy připojily k Deerfieldovu hnutí Arts and Crafts Movement a začaly dokumentovat díla jeho prvních členů. V roce 1907 byla Frances Allenová zvolena ředitelkou spolku Society of Deerfield Industries.
Mary pokračovala v práci i během 20. let, Frances však během desetiletí začala ztrácet svůj zrak. Žily ve svém domě a pokračovaly ve spolupráci s místní komunitou umělců a řemeslníků až do své smrti. Frances Stebbins Allenová zemřela 14. února 1941 a Mary Electa Allenová zemřela čtyři dny po smrti své sestry 18. února 1941.

## Dílo
Slečny Allenové publikovaly v letech 1904–1920 sedm katalogů fotografií. Jejich negativy ze skleněné desky zdědil příbuzný, který je skladoval na zadní verandě, což způsobilo jejich značné poškození. V 60. letech obdržela Pocumtuck Valley Memorial Association řadu takových negativů od příbuzné Margaret Harris Allenové. Ty byly v 70. letech Margaret roztříděny a archivovány a v roce 1996 přeneseny do Muzea pamětní síně. Celkem 2 300 snímků bylo uloženo v muzeu a prezentováno na výstavě „The Allen Sisters: Pictorial Photographers 1885–1920“. Fotografie zkatalogizovala a uchovala Mary Hawksová z původní linie Deerfield a Judy Lawrence, dcera Margarety.

## Galerie

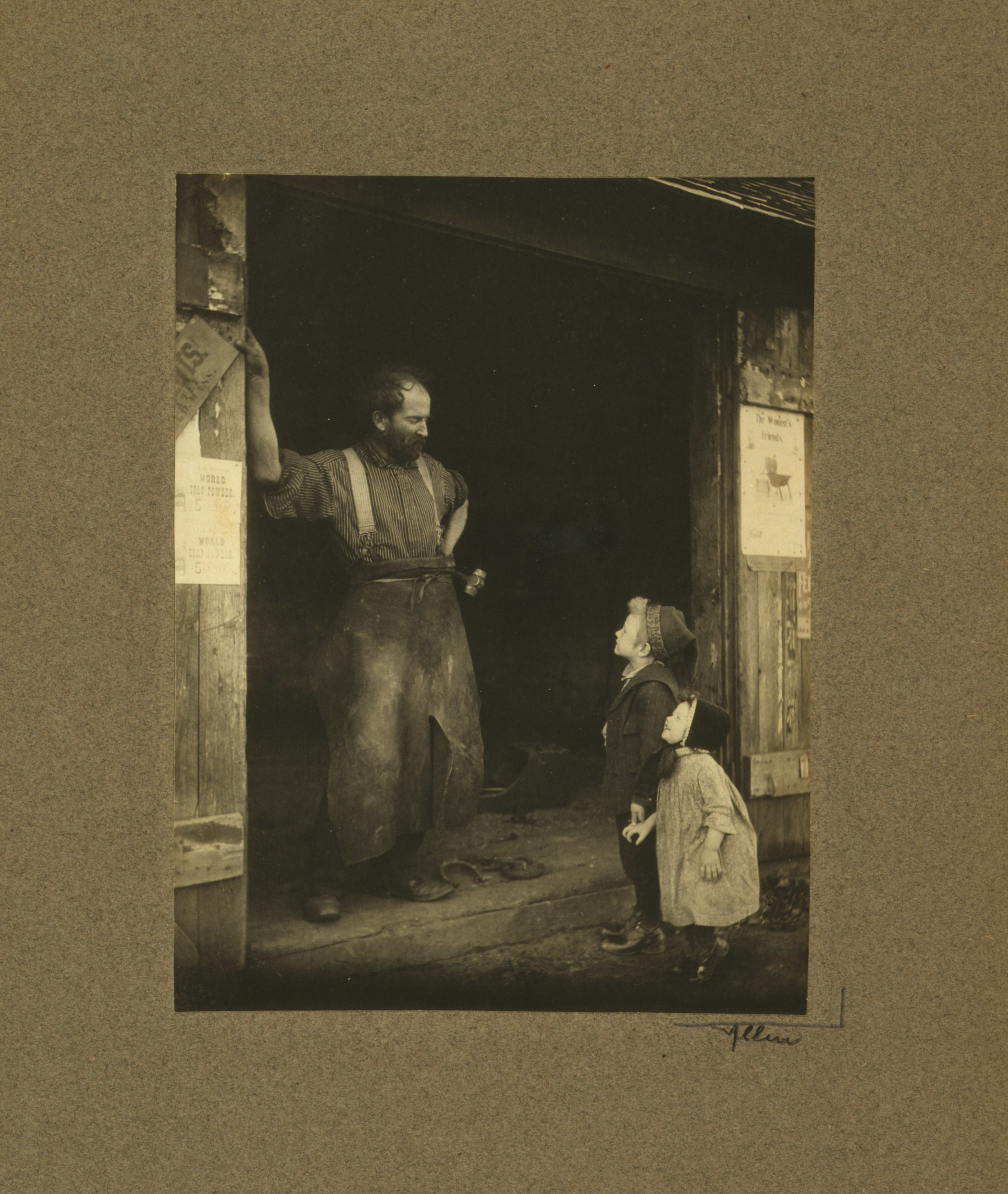
Na návštěvě u kováře
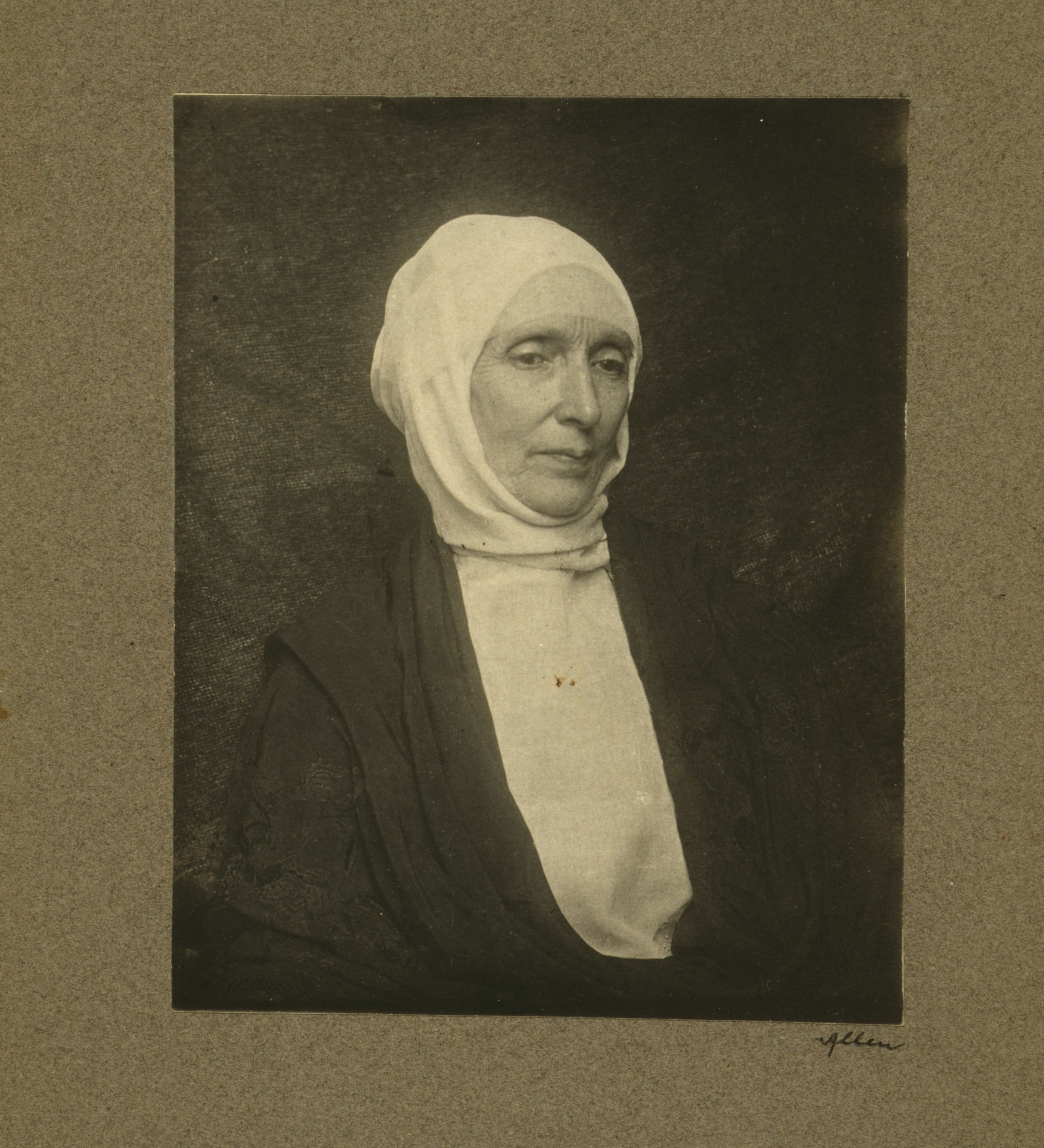
Holbeinská žena
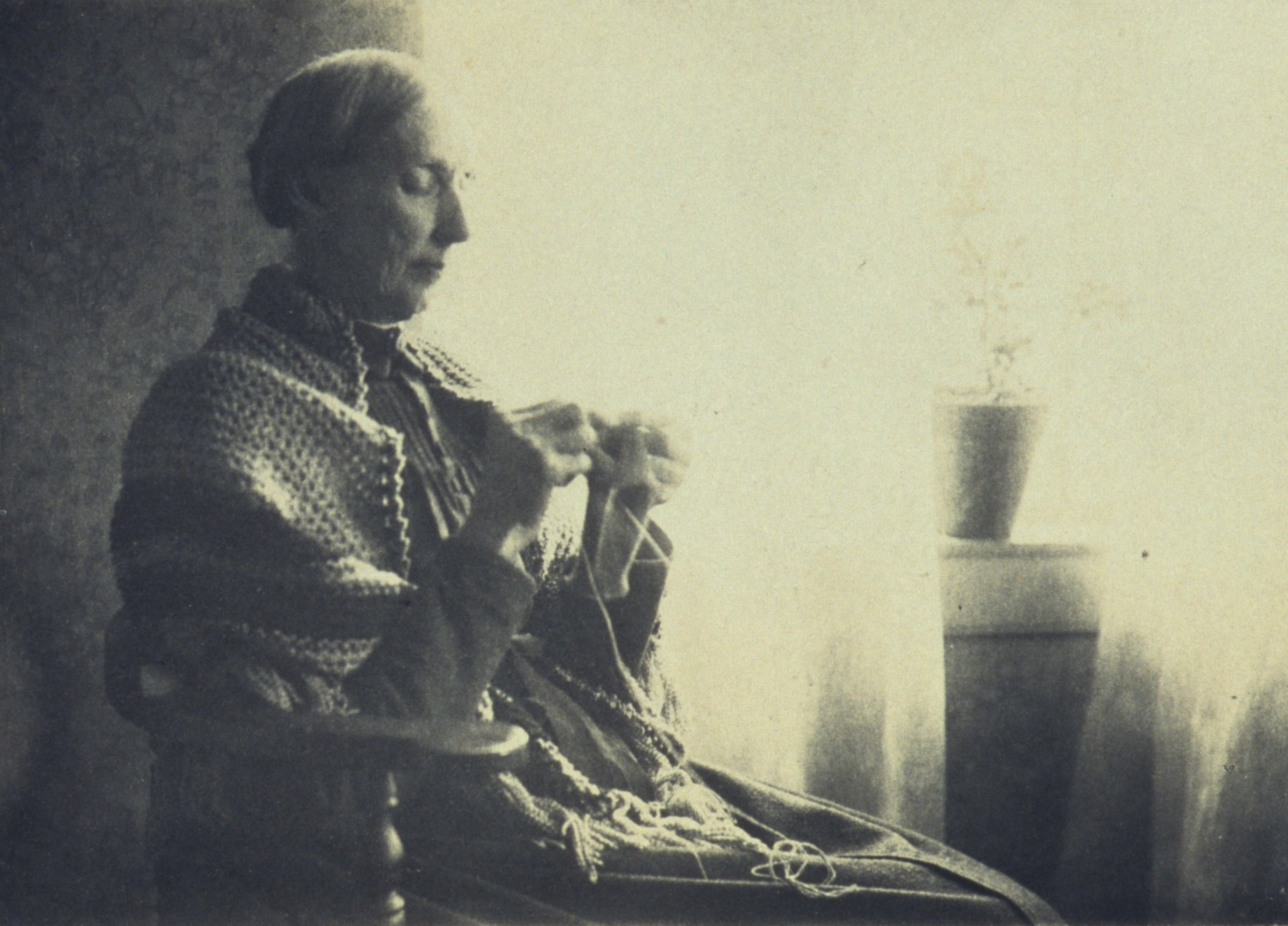
Portrét matky umělkyně
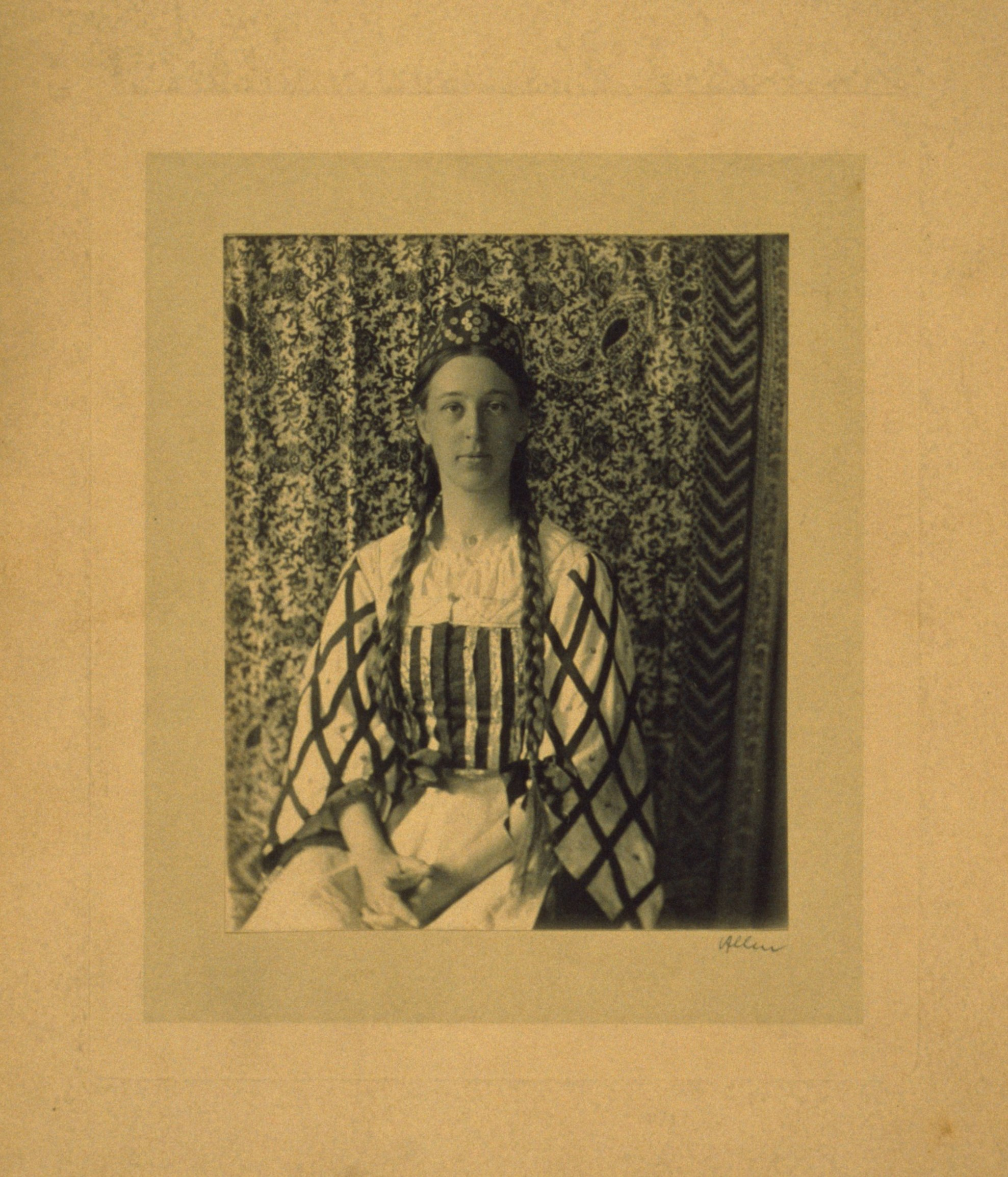
Portrét ženy s copánky
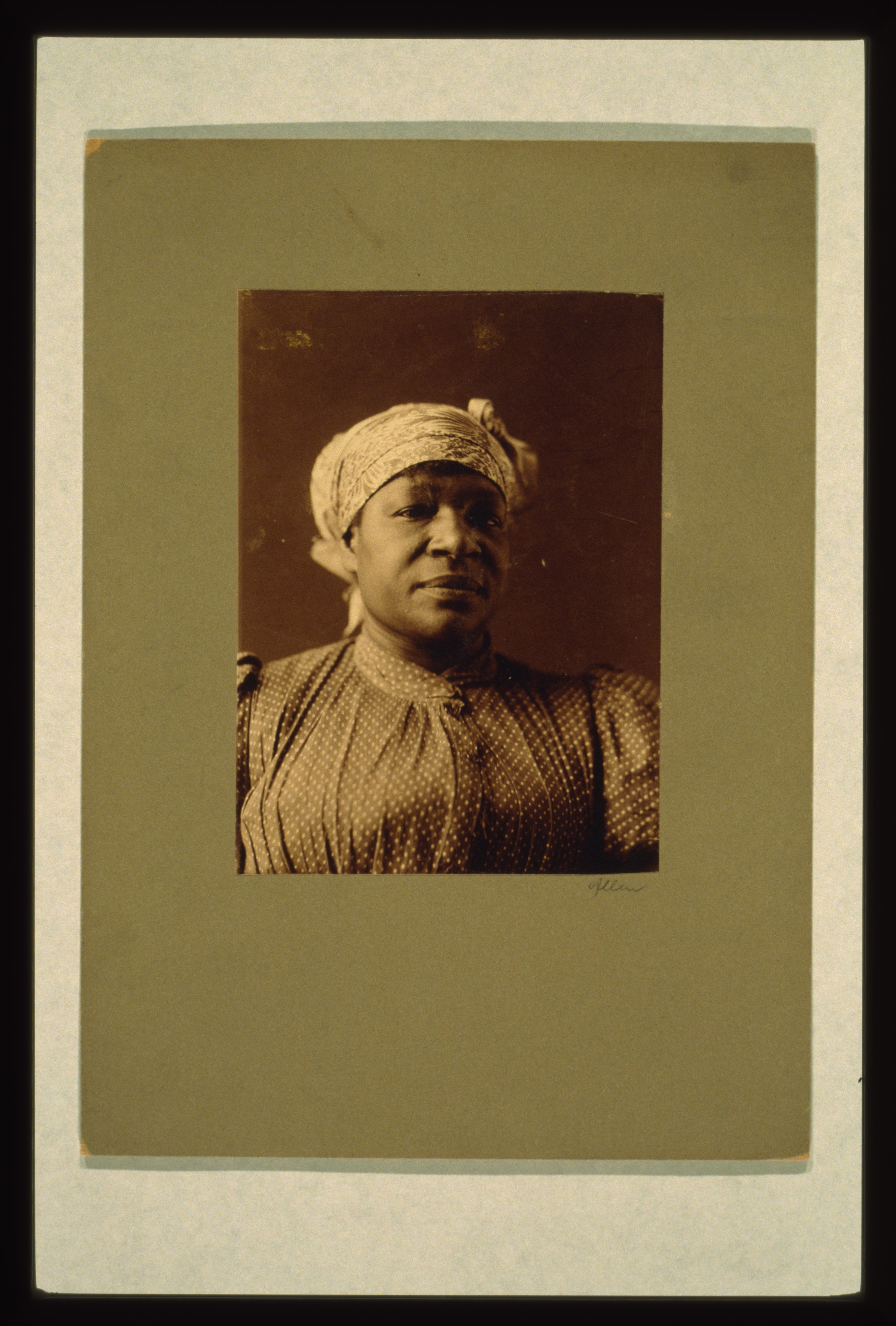
naše Margaret
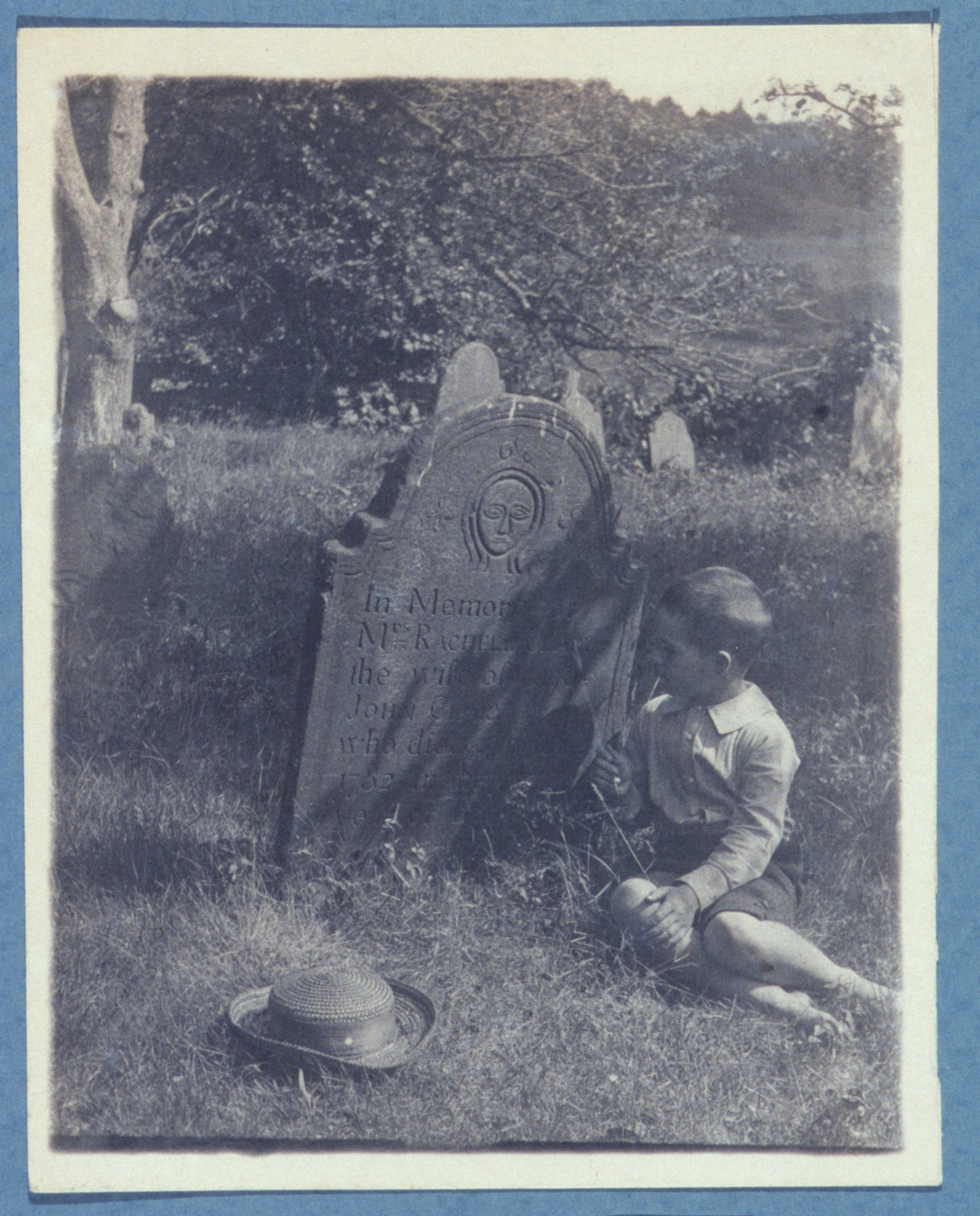
Starý hřbitov, Deerfield, Mass
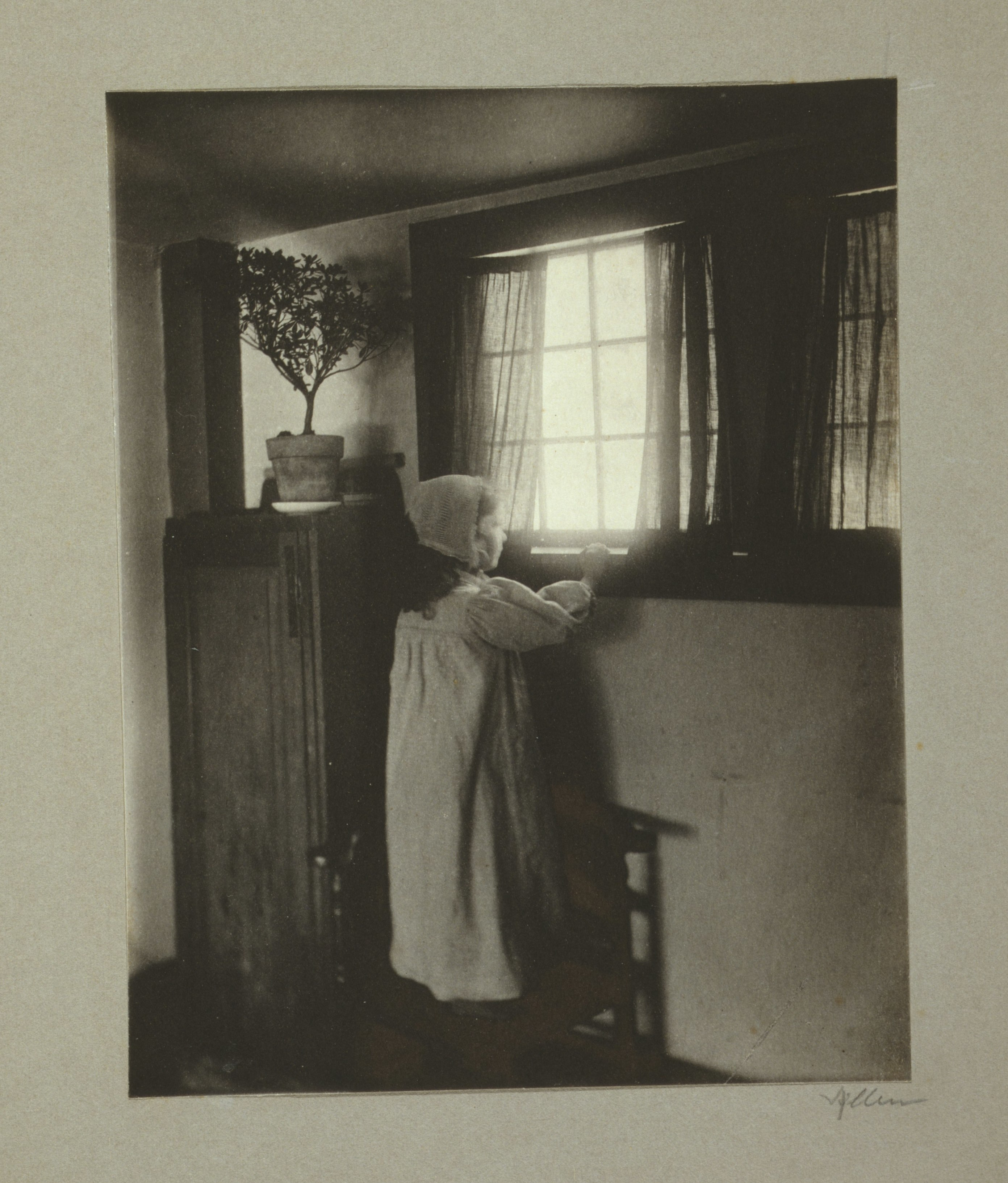
Dobré ráno!
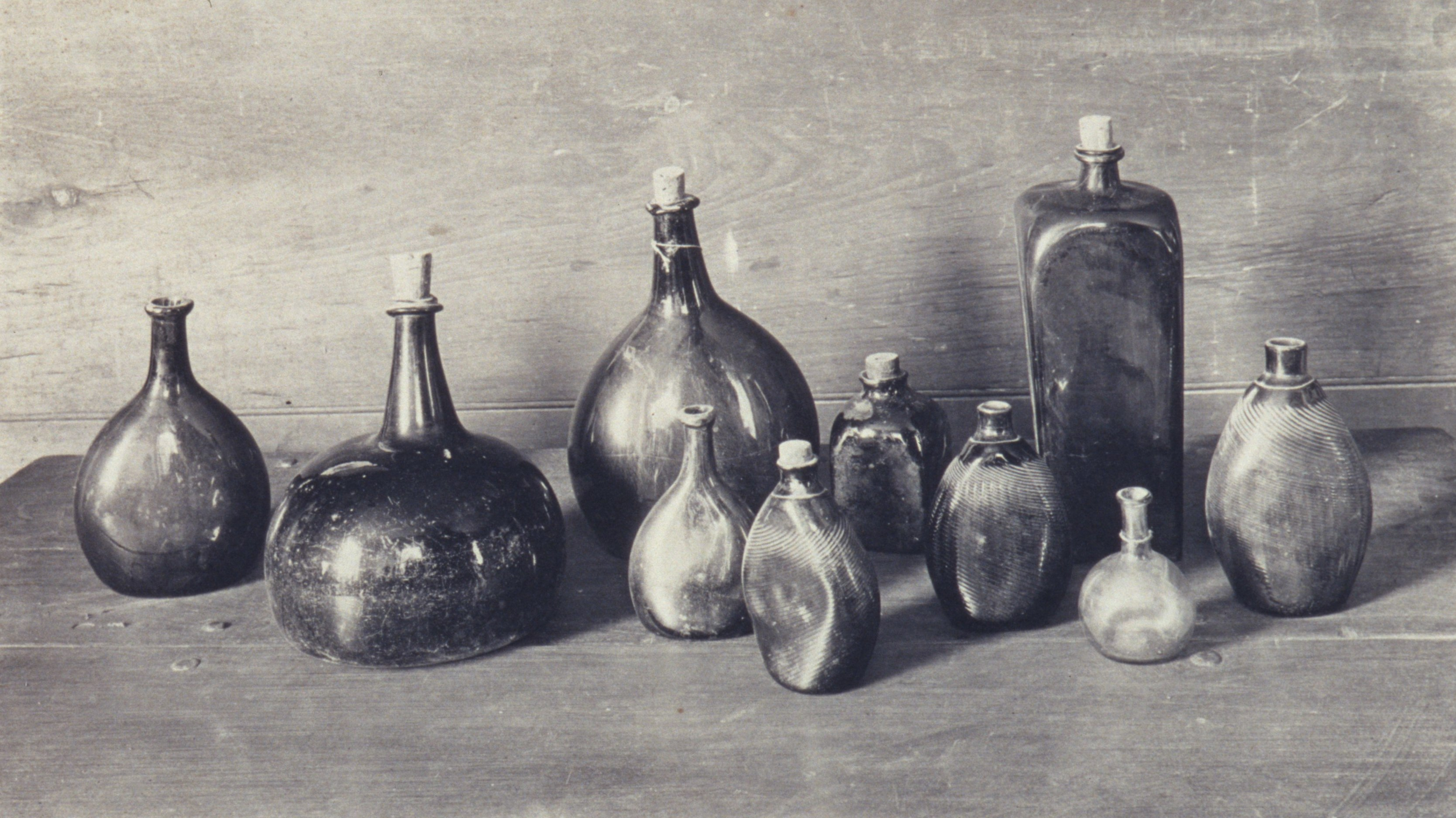
Koloniální sklo, ilustrace
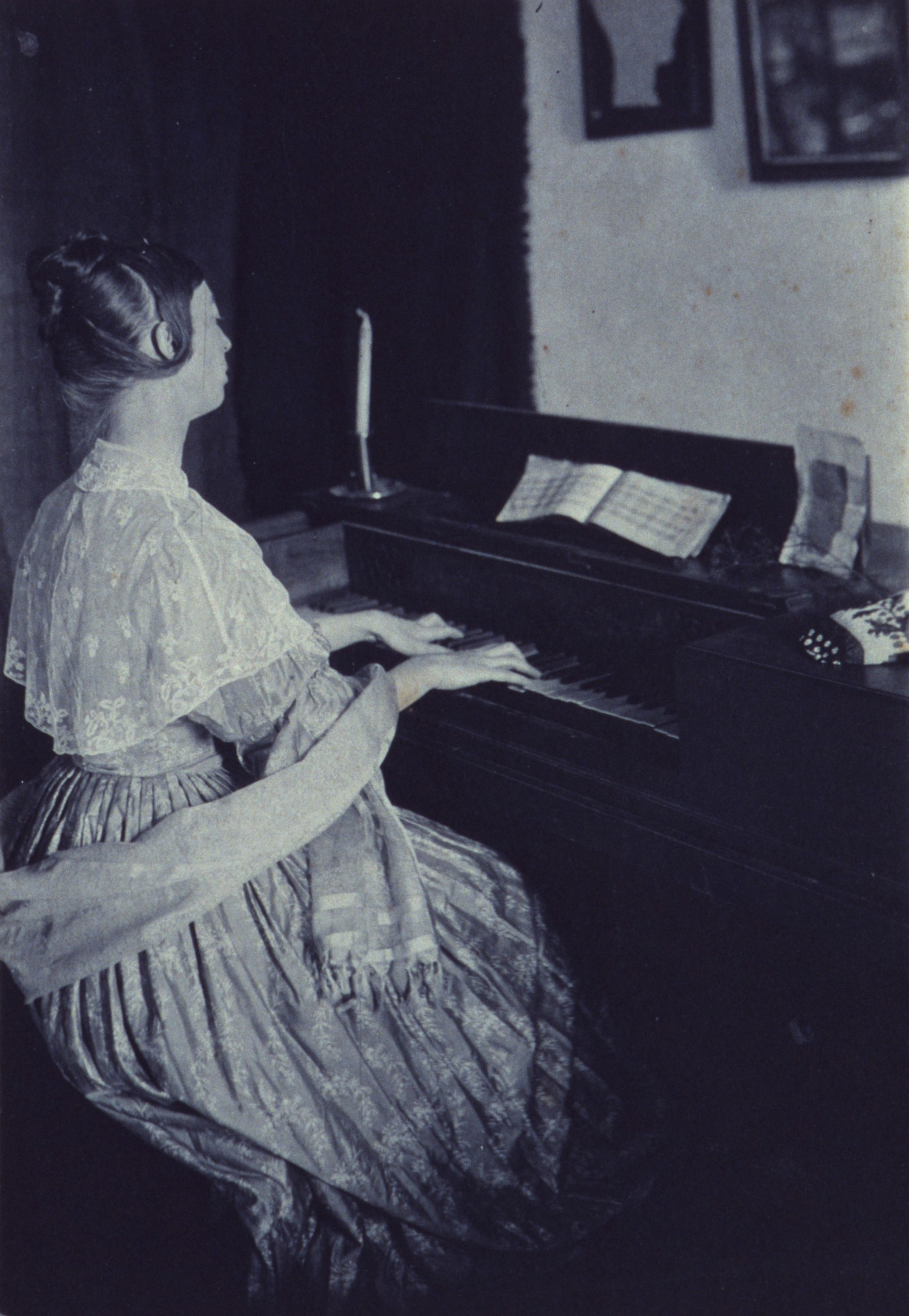
U spinetu